# RStudio
RStudioは、R（統計計算およびグラフィックス用のプログラミング言語）の統合開発環境。
RStudio Desktop は通常のデスクトップ アプリケーションであり、RStudio Server はリモートサーバ上で実行され Web ブラウザを介してアクセスする。

## ライセンス
RStudioは 統合開発環境 （IDE）で利用可能。 GNU Affero一般公衆利用許諾契約書 バージョン3. AGPL v3は、コードを共有する自由を保証するオープンソースのライセンスである。
RStudio Desktop にも RStudio Server にも、無料版と有償 (商用) 版がある。 OS のサポートは、IDE のフォーマットにより異なる。 RStudio Desktop のパッケージ済みディストリビューションは、Windows、macOS、Linuxで利用できる。RStudio Server と RStudio Server Pro は、 Debian、Ubuntu、Red Hat Linux、CentOS、openSUSE、SLESで実行できる。

## 概要と沿革
RStudio IDE は部分的にC++で記述されており、グラフィカル ユーザー インターフェイスにQt フレームワークを使用している。Java や JavaScript も使用されている。
RStudio IDE の開発は 2010 年 12 月頃に開始され 、最初のパブリックベータ版(v0.92) が 2011 年 2 月に正式に発表された。バージョン 1.0は 2016 年 11 月 1 日に、バージョン 1.1 は 2017 年 10 月 9 日にリリースされた。
2018 年 4 月、RStudio PBC (当時は RStudio, Inc.) は、 Ursa Labsにサポートを提供することを発表した。Apache Arrowを利用した新しいデータ サイエンス ランタイムの構築に重点を置いている Ursa Labs をサポートするためである。
2019 年 4 月、RStudio PBC (当時は RStudio, Inc.) は、RStudio Job Launcher をリリースした。 Job Launcher は RStudio Server の付属品であり、さまざまなバッチ処理システム内（Slurmなど）やコンテナ オーケストレーション プラットフォーム内（Kubernetesなど）でプロセスを開始する機能を提供する。この機能は、有料版の RStudio Server Pro でのみ利用できる。

## パッケージ
RStudio PBC は、RStudio に加えて、以下のような多数の R パッケージを開発、保守、宣伝している。
- Tidyverse – ggplot2、dplyr、tidyr、purrr を含むデータ サイエンス用の R パッケージ。
- Shiny – インタラクティブな Web テクノロジー。
- RMarkdown – Markdownドキュメントを使用すると、ユーザーはテキストに容易にさまざまな言語 (最も一般的にはR ) のコードを入れ込むことができる。このプラットフォームでは、R と Python、シェル スクリプト、SQL、Stan、JavaScript、CSS、Julia、C、Fortran、などの言語を一つのドキュメント内でサポートする[15]。
- flexdashboard - 関連するデータを可視化したものを、ダッシュボードとして公開する。
- TensorFlow - マシン インテリジェンス用のオープンソース ソフトウェア ライブラリ。 TensorFlow への R インターフェースにより、高レベルの Keras および Estimator API とコア TensorFlow API を使用して生産的に作業できる。
- Tidymodels - モデリングと分析に関連する tidyverse パッケージをロードする。
- Sparklyr - Spark の分散機械学習ライブラリへのバインディングを提供する。sparklyr の dplyr インターフェイスと組み合わせることで、Spark 上の機械学習ワークフローを簡単に作成および調整できる。
- Stringr - 「stringi」パッケージのラッパーの一貫したシンプルで使いやすいセット。
- Reticulate - Python と R の相互運用のための包括的なツール セットを提供する。
- Plumber - いくつかの特別なコメントを追加するだけで、既存の R コードを Web API に変換できる。
- Knitr – R、TeX、Markdown、HTML を組み合わせた動的レポート。
- packrat – パッケージ依存ツール。
- devtools – パッケージ開発ツールであり、 GitHubから R パッケージをインストールするのに役立つ。
- sf – 空間ベクトル データをエンコードする標準化された方法である単純な機能をサポートする。データの読み取りと書き込みには 'GDAL' に、幾何学的操作には 'GEOS' に、投影変換と測地変換には 'PROJ' にバインドする[16]。

## アドイン
RStudio は、IDE 内から Addins メニューを介して対話的に R 関数を実行するためのメカニズムを提供する。パッケージにグラフィカル ユーザー インターフェイス(GUI) を含めることができる。この機能を使用する一般的なパッケージには次のものがある。
- bookdown – 本を作成するためのKnitr拡張機能
- colorpicker – プロットの色を選択するグラフィカル ツール
- datasets.load – データセットを検索してロードするためのグラフィカル ツール
- googleAuthR – Google API による認証

## 開発
RStudio IDE は、プログラミング言語ColdFusionの作成者であるJJ Allaireによって設立された公益法人である RStudio PBC によって開発されている。 RStudio PBC は、オーストリアのウィーンにある非営利団体であるR Foundation と正式な関係はない。 2022年7月、RStudio はその名前を Posit に変更することを発表した。